# 圣玛丽亚河 (巴拿马)
圣玛丽亚河（西班牙語：Río San Maria）是巴拿马的一条河流，注入太平洋。